# 布拉德利·肖
布拉德利·肖（英語：Bradley Shaw，1983年2月13日—），新西兰男子曲棍球运动员。他曾代表新西兰参加2006年、2010年和2014年英联邦运动会曲棍球比赛，其中2010年英联邦运动会获得一枚铜牌。